# Simone Veil
No confundir con la filósofa francesa Simone de Beauvoir ni con la filósofa Simone Weil
Simone Veil (Niza, Francia; 13 de julio de 1927-París, Francia; 30 de junio de 2017) fue abogada y política francesa, superviviente del Holocausto. Al frente del Ministerio de Sanidad en el gobierno de Valéry Giscard d'Estaing, promulgó la ley llamada ley Veil (loi Veil, en francés) por la que se despenalizó el aborto en Francia. Fue la primera mujer en presidir el Parlamento Europeo de Estrasburgo desde 1979 hasta 1982. Ocupó varios cargos ministeriales en el gobierno de Édouard Balladur, y de 1998 a 2007 fue miembro del Consejo Constitucional de Francia, la autoridad legal más importante de Francia. 
Fue una firme seguidora del proceso de integración europeo, el cual consideraba una forma de garantizar la paz. Fue presidenta de la Fundación Por la Memoria de Shoah desde 2000 hasta 2007, cuando se convirtió en presidenta honorífica. Entre sus diferentes honores, fue condecorada con la Orden del Imperio Británico en 1998, fue elegida para la Academia Francesa en 2008 en la que ocupó el asiento número 13 y recibió la gran cruz de la Legión de Honor en 2012.
Siendo una de las mujeres más veneradas de Francia, Simone Veil y su marido fueron enterrados en el Panteón de París el 1 de julio de 2018. Su panegírico fue pronunciado por el presidente Emmanuel Macron.

## Biografía
Nació el 13 de julio de 1927 en Niza, Alpes Marítimos, con el nombre de Simone Annie Jacob, hija de un arquitecto judío, André Jacob que estudió arquitectura en la Escuela de Bellas Artes de París y ganó el Premio de Roma de Arquitectura. Su familia se mudó de París a Niza en 1924 para disfrutar de las construcciones realizadas en la Riviera Francesa. Simone era la más pequeña de cuatro hermanos, Madeleine (Milou) nacida en 1923; Denise en 1924 y Jean en 1925.  
En marzo de 1944 fue deportada, junto a su familia, al campo de concentración nazi de Auschwitz, donde permaneció hasta su liberación el 27 de enero de 1945. Ella y sus dos hermanas, Milou y Denise (una resistente que fue deportada a Ravensbrück), fueron las únicas supervivientes de su familia. Su madre murió de tifus en Auschwitz, y su hermano y padre fueron asesinados en Lituania. 

### Deportación
Cuando Alemania invadió Francia y el régimen de Vichy subió al poder en junio de 1940, la familia consiguió evitar ser deportada, ya que Niza se incorporó a la zona de ocupación italiana. Al pedirle su director que no fuera a la escuela, Simone Jacob tuvo que estudiar en casa. Al intensificarse la redada de judíos, toda la familia se separó viviendo con diferentes amigos bajo una identidad falsa. Su hermana Denise se marchó a Lyon para unirse a la resistencia francesa. Simone, de 16 años, siguió estudiando y aprobó el examen de bachillerato con su nombre real en marzo de 1944. Al día siguiente, cuando salía para reunirse con sus amigos y celebrar el fin de la escuela secundaria, fue detenida por la Gestapo. Ese mismo día, el resto de la familia también fue detenida. Simone, su madre y sus hermanas fueron enviadas al campo de concentración de Drancy el 7 de abril de 1944 y luego deportadas al campo de concentración de Auschwitz el 13 de abril en el convoy 71. El hermano y el padre de Simone fueron deportados a los Países Bálticos en el convoy 73, y nunca más los volvió a ver. Su hermana Denise fue deportada al campo de concentración de Ravensbrück. Al llegar el 15 de abril de 1944 a Auschwitz, Simone consiguió evitar la cámara de gas mintiendo sobre su edad y fue registrada en el campo de trabajo. En enero de 1945, Simone, junto con su madre y sus hermanas, fue enviada en una marcha de la muerte al campo de concentración de Bergen-Belsen, donde su madre murió de tifus. Madeleine también enfermó pero, al igual que Simone, se salvó cuando el campo fue liberado el 15 de abril de 1945.

### Vuelta a Francia
Simone Jacob regresó a Francia y comenzó a estudiar Derecho en la Universidad de París antes de ir al Instituto de Estudios Políticos, donde conoció a Antoine Veil. La pareja se casó el 26 de octubre de 1946 y tuvieron tres hijos, Jean, Nicolas y Pierre-François. Se trasladaron a Alemania, donde vivieron en la zona ocupada por Estados Unidos. Su hermana Madeleine murió en un accidente de coche con su hijo tras visitar a Simone en Stuttgart en 1952. Simone renunció a trabajar como abogada y en su lugar aprobó el examen nacional para convertirse en magistrada en 1956.
En el 2005 se conmemoró el 60 aniversario de la liberación del campo de concentración nazi de Auschwitz-Birkenau. En este acto Veil realizó un discurso de homenaje a las víctimas y denunció los horrores de la guerra. Era la primera vez que volvía después de su liberación. Aquel mismo año fue galardonada con el Premio Príncipe de Asturias de Cooperación Internacional por la defensa de la libertad, la dignidad de la persona, de los derechos humanos, la justicia, la solidaridad y el papel de la mujer en la sociedad moderna. En 2008 ganó el Premio Carlos V, otorgado por la Fundación Academia Europea de Yuste en honor a «sus reconocidos méritos en la lucha por el avance de la igualdad de las mujeres».
Un año después de su muerte entró a formar parte de las personas ilustres de Francia que descansan en el Panteón.

### Carrera Judicial
Tras obtener su título de derecho y su diploma del Instituto de Estudios Políticos de París, renunció a la abogacía (su familia no estaba de acuerdo con esta decisión) y aprobó con éxito las oposiciones a la magistratura en 1956. Ocupó, desde ese año, una plaza de Alta Funcionaria dentro de la Administración Penitenciaria en el Ministerio de Justicia, donde se ocupaba de los asuntos judiciales. Durante la Guerra de Argelia, y designado por Edmond Michelet Ministro de Justicia, consiguió que se deportaran a Francia los prisioneros argelinos que consideraba expuestos a malos tratos y a violaciones. Consiguió aplicar el Estatuto de Presos Políticos a miles de miembros del Frente de Liberación Nacional (FNL) internados en Francia. En 1964 Simone fue traspasada a asuntos civiles. En 1969 entró a formar parte del gabinete de René Pleven, Ministro de Justicia.
Fue miembro del Sindicato de la Magistratura y en 1970 se convirtió en la primera secretaria general del Consejo Superior de la Magistratura (CSM).
Aunque tan sólo un 40% de las francesas de la época trabajaban, la carrera profesional de Simone Veil causaba algo de revuelo.

## Vida política

### Ministerio de Justicia, 1956-1974.
Tras licenciarse en Derecho en el Instituto de Estudios Políticos de París, Veil ejerció la abogacía durante varios años. En 1954, aprobó el examen nacional para convertirse en magistrada. Entró y ocupó un alto cargo en la Administración Penitenciaria Nacional, dependiente del Ministerio de Justicia. Fue responsable de los asuntos judiciales y mejoró las condiciones de las cárceles de mujeres y el trato a las mujeres encarceladas. En 1964, dejó el cargo para convertirse en directora de asuntos civiles, donde mejoró los derechos y el estatus general de las mujeres francesas. Consiguió el derecho al doble control parental de los asuntos legales de la familia y los derechos de adopción para las mujeres. En 1970, se convirtió en secretaria general del Consejo Supremo de la Magistratura (en francés: Conseil supérieur de la magistrature).

### Ministra de Sanidad, 1974-1979
Entre 1974 y 1979 fue ministra de Salud, Seguridad Social y Familia en los gobiernos de los primeros ministros Jacques Chirac y Raymond Barre: el 28 de mayo de 1974 al 29 de marzo de 1977, Ministra de Sanidad; del 29 de marzo de 1977 al 3 de abril de 1978, Ministra de Sanidad y Seguridad Social; y del 3 de abril de 1978 al 4 de julio de 1979, Ministra de Sanidad y Familia. En este cargo aprobó leyes polémicas, como el acceso a los anticonceptivos en 1974, (la venta de anticonceptivos, como la píldora anticonceptiva oral combinada, se había legalizado en 1967) y la legalización del aborto en 1975. Esta fue su lucha política más dura y por la que es más conocida. El debate sobre el aborto fue especialmente difícil, ya que los partidarios de mantenerlo ilegal lanzaron agresivos ataques personales contra Veil y su familia. Sin embargo, desde la aprobación de la ley, muchos han rendido homenaje a Veil y le han agradecido su valiente y decidida lucha. 
En 1976, Veil ayudó a introducir la prohibición de fumar en determinados lugares públicos y trabajó en el problema de las zonas rurales sin servicios médicos.

### Parlamento Europeo, 1979-1993
En 1979 fue elegida presidenta del Parlamento Europeo después de que tuvieran lugar las primeras elecciones por sufragio universal al Parlamento Europeo.  Mantuvo este cargo hasta 1982. Los archivos relativos a su mandato como Presidenta del Parlamento Europeo están depositados en los Archivos Históricos de la Unión Europea en Florencia.
En 1981 fue galardonada con el Premio Internacional Carlomagno en favor de la Unión Europea.
Tras el final de su mandato como presidenta, en 1982, siguió siendo miembro del Parlamento Europeo. Fue presidenta del Partido Europeo de los Liberales y Reformistas hasta 1989. Fue reelegida por última vez en las elecciones de 1989 y abandonó el cargo en 1993.
Entre 1984 y 1992, formó parte de la Comisión de Medio Ambiente, Salud Pública y Seguridad Alimentaria y de la Comisión de Asuntos Políticos. Después de abandonar estas comisiones, formó parte de la Comisión de Asuntos Exteriores y de su Subcomisión de Derechos Humanos. Entre 1989 y 1993, fue también miembro de la delegación del Parlamento en la Asamblea Parlamentaria Paritaria ACP-UE, de la que fue vicepresidenta hasta 1992.

### En la oposición
En las elecciones de 1988, cuando algunas personalidades de la UDF, concretamente Jean-Claude Gaudin en Marsella, aprobaron, a nivel local, desacuerdos con el Frente Nacional y cuando Charles Pasqua (RPR) apeló a las "preocupaciones" y "valores" semellantes, Simone Veil declaró que "entre un Frente nacional y un socialista [ella votaría] por un socialista".
A principios de 1990, calificó de "inadmisible" la creación de los Ficheros Informatizados de Datos Generales, decidida por Michel Rocard. El proyecto se retiró en marzo de ese año y se promulgó junto a un nuevo texto por el Gobierno Cresson al año siguiente.

### Ministra de Asuntos Sociales, Salud y Urbanismo, 1993
En marzo de 1993, Simone Veil fue nombrada Ministra de Asuntos Sociales, Salud y Urbanismo en el equipo de gobierno de Édouard Balladur. A su vez, firmó un acuerdo sobre donación de órganos con Israel ya que este país carecía de donantes. Apoyó a Édouard Balladur en las elecciones presidenciales de 1995 y dejó el gobierno tras la victoria de Jacques Chirac. Más tarde se afilió a la UDF, partido que abandonaría después en 1997.
En 1996, cuando el número de mujeres en los parlamentos se limitaba al 6%, firmó una petición iniciada por Yvette Roudy, titulada Manifeste pour la parité (Manifesto por la paridad), que reunía a cinco mujeres políticas de izquierdas y cinco de derecha. La denominada Ley Jospin del año 2000 resumía los puntos más esenciales de las propuestas que se presentaron.

### Vuelta al gobierno francés, 1993
Después de muchos años al servicio del Parlamento Europeo, en 1993 volvió a la política francesa al ser nombrada ministra de Sanidad y de Asuntos Sociales durante el mandato del primer ministro Édouard Balladur, cargo en el que continuó hasta 1995.

### Miembro del Consejo Constitucional Francés, 1998
En 1998 fue nombrada miembro del Consejo Constitucional de Francia, cargo que ostentó hasta 2007, límite establecido para ocupar el mismo. En 2005 se ausentó brevemente del Consejo para hacer campaña a favor del Tratado por el que se establece una Constitución para Europa. Esta acción fue criticada porque parecía contradecir las disposiciones legales que obligan a los miembros del Consejo a mantenerse alejados de la política partidista: la independencia y la imparcialidad del Consejo se verían comprometidas, según los críticos, si los miembros pudieran ponerse "en excedencia" para hacer campaña a favor de un proyecto. En respuesta, Veil dijo que ella, el presidente del Consejo Constitucional y sus colegas habían deliberado de antemano sobre la cuestión y que le habían dado permiso para tomarse su excedencia sin tener que dimitir. Firme defensora del proyecto europeo, creía que los demás no debían "ignorar la dimensión histórica de la integración europea".

## El aborto inducido en Francia

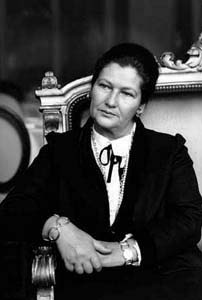
Simone Veil en 1993

Simone Veil fue conocida internacionalmente por la ley promulgada desde su ministerio en 1975 que permitió la despenalización del aborto en Francia. Desde entonces, sus posicionamientos y declaraciones son seguidas tanto por partidarios como detractores de las políticas de regulación del aborto.
Entre estos últimos, destacan las posiciones próximas a la Iglesia católica y de sus medios de comunicación afines como la agencia de noticias Zenit, declarada seguidora de su Doctrina Social que recogía en un artículo del 19 de junio de 2007 las críticas de Veil a la supuesta práctica de abortos ilegales en una clínica de Barcelona, denunciada por un reportaje de la cadena France 2, en mujeres provenientes de otros países de Europa.
Veil no solo fue criticada por la Iglesia católica, sino también por notables del culto judaico. Así se expresó en 2005 el rabino Yehuda Levin, portavoz de la Unión de los Rabinos Ortodoxos (compuesta por más de mil rabinos) de los Estados Unidos y Canadá: «El 27 de enero de 2005, los responsables del gobierno y los sobrevivientes de los campos de concentración del mundo entero se reunirán en el sitio del tristemente célebre campo de concentración de Auschwitz para conmemorar el 60.º aniversario de su liberación. Está previsto que la señora Simone Veil, exministra de Salud en Francia, que fue una prisionera judía en Auschwitz, hable en dicha reunión. La señora Veil es bien conocida por haber llevado a cabo la legalización del aborto en Francia.
| Predecesor: Emilio Colombo | Presidenta del Parlamento Europeo 1979-1982 | Sucesor: Piet Dankert |

## Últimos años y muerte
En 2003 fue elegida miembro del Consejo de Administración del Fondo Fiduciario para las Víctimas de la Corte Penal Internacional. En 2007 apoyó al candidato presidencial Nicolas Sarkozy. Estuvo a su lado el día después de que él recibiera el 31% de los votos en la primera vuelta de las elecciones presidenciales de ese año.
Simone Veil fue la sexta mujer en ser elegida miembro de la Academia Francesa, en 2008. Se unió a los cuarenta "inmortales" de la Academia, como se conoce informalmente a sus miembros, en el decimotercer puesto, que en su día ocupó el literato Jean Racine. Su discurso de ingreso fue pronunciado en marzo de 2010 por Jean d'Ormesson. En su espada, que le fue entregada como a cualquier otro inmortal, está grabado su número de Auschwitz (78651), el lema de la República Francesa (Liberté, Égalité, Fraternité) y el lema de la Unión Europea, "Unis dans la diversité".
Veil falleció en su casa el 30 de junio de 2017, dos semanas antes de cumplir 90 años. 
El 5 de julio de 2017 fue homenajeada con una ceremonia nacional y honores militares en el Patio de los Inválidos. Su hijo Jean dijo en su ceremonia pública el 5 de julio: "Te perdono por haberme echado agua en la cabeza", en referencia a un suceso en el que ella le había vaciado una garrafa de agua en la cabeza disgustada por comentarios suyos que ella consideraba misóginos. Posteriormente fue enterrada junto a su marido, fallecido en 2013, en el cementerio de Montparnasse.
A la ceremonia en los Inválidos asistieron el presidente Emmanuel Macron, supervivientes del Holocausto, políticos y dignatarios. En su discurso durante la ceremonia el presidente Macron anunció la decisión de volver a enterrar a Veil y a su marido en el Panteón de París, que se hizo el 1 de julio de 2018.

## Premios y reconocimientos
- En 1981 Premio Carlomagno.[8]
- En 2018, Dama Honoraria de la Orden del Imperio Británico (DBE) por el gobierno británico.
- En 2005, Premio Príncipe de Asturias de Cooperación Internacional.[9][10]
- En 2008, Premio Carlos V[11][12] entregado por la Fundación Academia Española de Yuste en honor a "sus reconocidos méritos en la lucha por el avance de la igualdad de las mujeres"
- En 2012, la Gran Cruz de la Legión de Honor.
- En 2010, la Insignia Coudenhove-Kalergi de la Europa-Union Münster
- Fue miembro del jurado del Premio a la Prevención de Conflictos que concede anualmente la Fundación Chirac
- En 2011 la explanada frente al edificio principal del Parlamento Europeo en Bruselas pasa a llamarse Agora Simone Veil.[13]
- En 2018, un año después de su fallecimiento, ingresa con todos los honores en el Panteón, cripta donde descansan las personas más ilustres de Francia. Veil es la cuarta mujer que obtiene esa distinción.[14][15][16]
- En 2018, se creó una moneda de 2€ conmemorativa, en la que se incluyó su número de deportación, el Parlamento Europeo y el año 1975 en honor a la Ley del Aborto.

### Títulos Honoríficos
- Universidad de Princeton (Estados Unidos), 1975
- Instituto Weizmann de Ciencias (Israel), 1976
- Universidad Bar Ilán (Israel), 1979
- Universidad de Cambridge (Inglaterra), 1980
- Universidad Hebrea de Jerusalén (Israel), 1980
- Universidad Yale (Estados Unidos),1980
- Universidad de Edimburgo (Escocia), 1980
- Universidad de Georgetown (Washington D. C., Estados Unidos), 1981
- Universidad de Urbino (Italia), 1981
- Universidad de Sussex (Inglaterra), 1982
- Universidad Yeshiva (Estados Unidos), 1982
- Universidad Libre de Bruselas (Bélgica), 1984
- Universidad Americana de París (Francia), 1988
- Universidad Brandeis (Estados Unidos), 1989
- Universidad de Glasgow (Escocia), 1995
- Universidad de Pensilvania (Estados Unidos), 1997
- Universidad de Cassino y del Sur del Lacio (Italia), 2006
- Universidad Ben-Gurión del Néguev (Israel), 2010

### Premio Simone Veil
En 2018, el gobierno de Francia creó un premio en memoria de Veil para honrar a las personas que luchan por las causas de las mujeres. La intención con dicho premio es destacar los esfuerzos que realizan las mujeres en la promoción de su autonomía,  educación, participación en funciones de liderazgo y la ausencia de violencia y discriminación. El premio se otorga cada año el 8 de marzo, Día Internacional de la Mujer, junto con 100.000 euros para apoyar el trabajo en el área de interés del ganador. El 8 de marzo de 2019, el primer Premio Simone Veil se concedió a Aissa Doumara Ngatansou, cofundadora de la Asociación para la Eliminación de la Violencia contra las Mujeres (ALVF) en Camerún.